# Cao Shuting
Cao Shuting (Chinês: 曹舒婷; pinyin: Cáo shūtíng; Qingdao, 28 de dezembro de 2000) é uma voleibolista de praia chinesa.

## Carreira
No ano de 2016 disputou ao lado de Wang Xinxin o Campeonato Mundial de Vôlei de Praia Sub-19 em Lárnaca, ocasião que finalizaram na vigésima quinta posição.Na edição do Campeonato Mundial de Vôlei de Praia Sub-21 de 2017 realizada em Nanquim formava dupla com Zeng Jinjin e alcançaram a nona posição, mesmo posto obtido na edição do Mundial Sub-19 de 2018 celebrado também em Nanquim.Com Wang Jiaxi  finalizou na quinta posição no Campeonato Asiático Sub-21 de 2017.
No ano de 2018 formava dupla com Zeng Jinjin e foram vice-campeãs na edição do Campeonato Asiático de Vôlei de Praia Sub-19, sediado em Nakhon Pathome disputaram a edição dos Jogos Olímpicos de Verão da Juventude em 2018
realizados em Buenos Airesquando finalizaram na quinta posição.Na edição do Campeonato Mundial de Vôlei de Praia  Sub-21 de 2019 em Udon Thani competiu ao lado de Dong Jie e finalizaram na décima sétima colocação.
Em 2019, ao lado de Dong Jie conquistou a medalha de bronze no Campeonato Asiático Sub-21 sediado em Roi Et.